# خوسيه ميغيل غوميز
خوسيه ميغيل غوميز (بالإسبانية: José Miguel Gómez) (و. 1858 – 1921 م) هو سياسي من كوبا .